# PGC 1346
LEDA/PGC 1346, auch UGC 201, ist eine Spiralgalaxie vom Hubble-Typ Sc im Sternbild Fische auf der Ekliptik. Sie ist schätzungsweise 534 Millionen Lichtjahre von der Milchstraße entfernt und hat eine Ausdehnung von etwa 175.000 Lichtjahren. Vom Sonnensystem aus entfernt sich das Objekt mit einer errechneten Radialgeschwindigkeit von näherungsweise 11.800 Kilometern pro Sekunde.
Im selben Himmelsareal befinden sich unter anderem die Galaxien IC 13, PGC 1420, PGC 1319747, PGC 1321400.